# Museo del Sannio
Il Museo del Sannio di Benevento è un museo che raccoglie testimonianze storiche di tutte le epoche riguardanti il Beneventano. Si divide in 4 dipartimenti: Archeologia, Medievalistica, Arte e Storia. I primi tre trovano posto nel chiostro della chiesa di Santa Sofia, l'ultimo nel torrione della Rocca dei Rettori. Inoltre dal 1981 al Museo è affidata anche la chiesa di Sant'Ilario a Port'Aurea, che funge da videomuseo dell'Arco di Traiano. Il museo include una biblioteca specializzata e un laboratorio per analisi e restauri.

## Storia del museo
Il primo nucleo dell'attuale Museo del Sannio fu un museo archeologico comunale fondato nel 1806 da Talleyrand, allora principe di Benevento, nell'ex casa gesuitica. Il governatore inviato dal principe, Louis de Beer, si preoccupò tuttavia prevalentemente di arricchire le collezioni private propria e di Talleyrand.
Dopo la Restaurazione l'edificio fu restituito alla Compagnia del Gesù, che vi riaprì il proprio collegio, senza tuttavia disperdere il materiale archeologico che vi era stato raccolto.
Il 4 settembre 1873 la provincia decretò l'istituzione formale del Museo del Sannio, destinato a raccogliere i materiali conservati nel Collegio gesuita, quelli sparsi radunati dal comune a partire dal 1865, acquistando anche opere in possesso di privati, e altro materiale proveniente dal territorio provinciale. 
Nel 1893, curando il restauro della Rocca dei Rettori, l'architetto e archeologo Almerico Meomartini.scelse l'edificio come sede ufficiale del Museo e ne fu primo direttore.
A cura di Alfredo Zazo, nel 1929 le collezioni furono poi trasferite presso il complesso monumentale di Santa Sofia, acquistato dall'amministrazione provinciale come nuova sede per il museo e per l'Archivio storico e la Biblioteca, mentre la sezione storica rimase alla Rocca.
Dopo la seconda guerra mondiale il materiale si accrebbe in modo considerevole per le scoperte fatte durante lo sgombero delle macerie causate dai bombardamenti. Nei primi anni sessanta, Mario Rotili riorganizzò il museo secondo criteri moderni, e nel 1964 esso fu riconosciuto "museo grande". Nel 1973 ne divenne direttore Elio Galasso, che ampliò il museo e inaugurò un programma di ricerche che rese il museo un esempio a livello nazionale. Il Direttore Galasso aprì, inoltre, il Museo alla cultura contemporanea (pittura, installazioni, teatro, musica), e rese l'istituto un centro culturale multiforme, ospitando regolari rassegne musicali (soprattutto concerti pianistici), mostre e convegni.
Dopo il congedo dal servizio di quest'ultimo Direttore, nel 2004, a suo tempo nominato mediante concorso pubblico, nessun altro Direttore è stato designato, avendo inteso l'ente proprietario affidare a dei funzionari l'amministrazione dell'istituto.
Nel 1999 si sono conclusi i lavori di restauro del chiostro di Santa Sofia e del Museo su progetto degli architetti Ezio De Felice, Eirene Sbriziolo e Roberto Fedele.

## Il patrimonio

### Sezione archeologica
La sezione archeologica si trova al piano terra del chiostro. Essa si apre con il lapidario posto nel giardino davanti al museo.
Nell'interno sono mostrati reperti preromani a partire dal Paleolitico, provenienti dal territorio provinciale; sono poi esposte terrecotte e ceramiche provenienti dalle città sannitiche di Caudium e Telesia, messe a confronto con contemporanee opere daune e della Magna Grecia, dei secoli dall'VIII al IV circa.
Inoltre vi sono copie romane di statue greche (tra cui il Doriforo di Policleto), statue ellenistico-romane, nonché le statue dell'imperatore Traiano e della moglie Plotina e rilievi a tema gladiatorio.
Tuttavia, il patrimonio più importante è forse quello della Sala di Iside, posta in un'ala moderna del museo, ideata nel 1999 dagli architetti Ezio De Felice, Eirene Sbriziolo e Roberto Fedele. Qui sono raccolti reperti egizi e neoegizi provenienti dal Tempio di Iside, tempio alla dea, fatto erigere da Domiziano. Fra questi, statue di sacerdoti, dello stesso imperatore, simulacri di divinità, falchi, leoni, un obelisco del tempio. 
L'istituto, tuttavia, non ospita più, da alcuni anni, nella propria sede, questi importanti reperti, giacché la "Sala di Iside" non è più dedicata al tempio del culto egizio.
I materiali sono stati trasferiti in locali nel basamento dell'edificio della Prefettura, posto a breve distanza, e sono rimasti, comunque, accessibili al pubblico (entro apposite scenografie, forse suggestive, sebbene magari a parziale discapito dell'organicità dell'allestimento e della fruizione delle collezioni).
Infine, nel chiostro sono esposte lapidi funerarie.

### Sezione medievalistica
La parte più importante della sezione sono le Sale della Langobardia Minor, dedicate al periodo longobardo di Benevento. Qui si trovano numerosi resti architettonici e iscrizioni in caratteri paleocristiani, nonché spade e asce da guerra, utensili da lavoro, gioielli in oro, argento, osso. Sono inoltre conservate monete della zecca principesca nella Sala del medagliere, in una più ampia sezione numismatica che raccoglie altre monete greche, bizantine, pontificie, napoletane.
Al primo piano, nella Loggia dei Leoni sono esposte opere scultoree e frammenti architettonici romanici, in particolare pulvini e capitelli. Sullo stesso piano, poggiata sul porticato del chiostro, si trova la Terrazza degli Stemmi.

### Sezione artistica

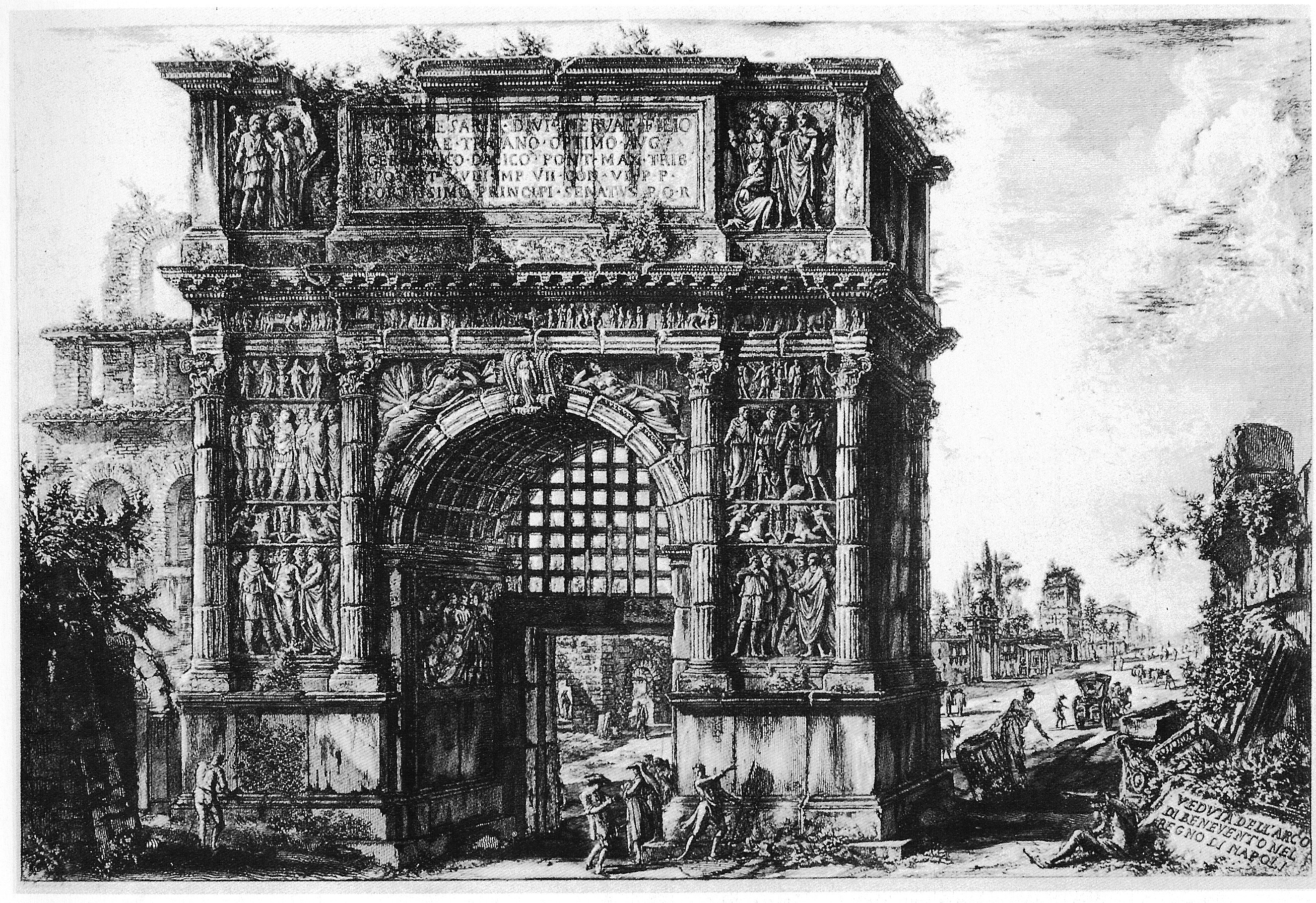
L'Arco di Traiano dipinto da Piranesi

La sezione è costituita principalmente da una Pinacoteca che mostra opere di artisti prevalentemente locali. Il Rinascimento è rappresentato dal pittore Donato Piperno; le Sale del Barocco con opere di Luca Giordano, Paolo De Matteis, Carlo Maratta e Francesco Solimena, adornate da mobili e ceramiche d'epoca, sono incentrate sul Seicento napoletano. Nella Sala dell'Ottocento ha grande rilievo l'opera dell'acquarellista della Scuola di Posillipo Achille Vianelli. Nella Sala del Novecento, dedicata esclusivamente alle opere figurative, compaiono opere di Corrado Cagli, Renato Guttuso, Mino Maccari, Emilio Greco, Antonio Del Donno e Francesco Messina . Particolare è il bassorilievo raffigurante la danza delle streghe sotto il noce di Benevento di Pericle Fazzini.
Il Gabinetto dei disegni e delle stampe conserva disegni dei secoli XVI - XIX, tra cui vanno menzionati una copia della Leda di Leonardo da Vinci di un anonimo romano e una veduta dell'Arco di Traiano di Giovan Battista Piranesi. Infine alcune opere sulla storia locale ornano l'Auditorium.

### Sezione storica

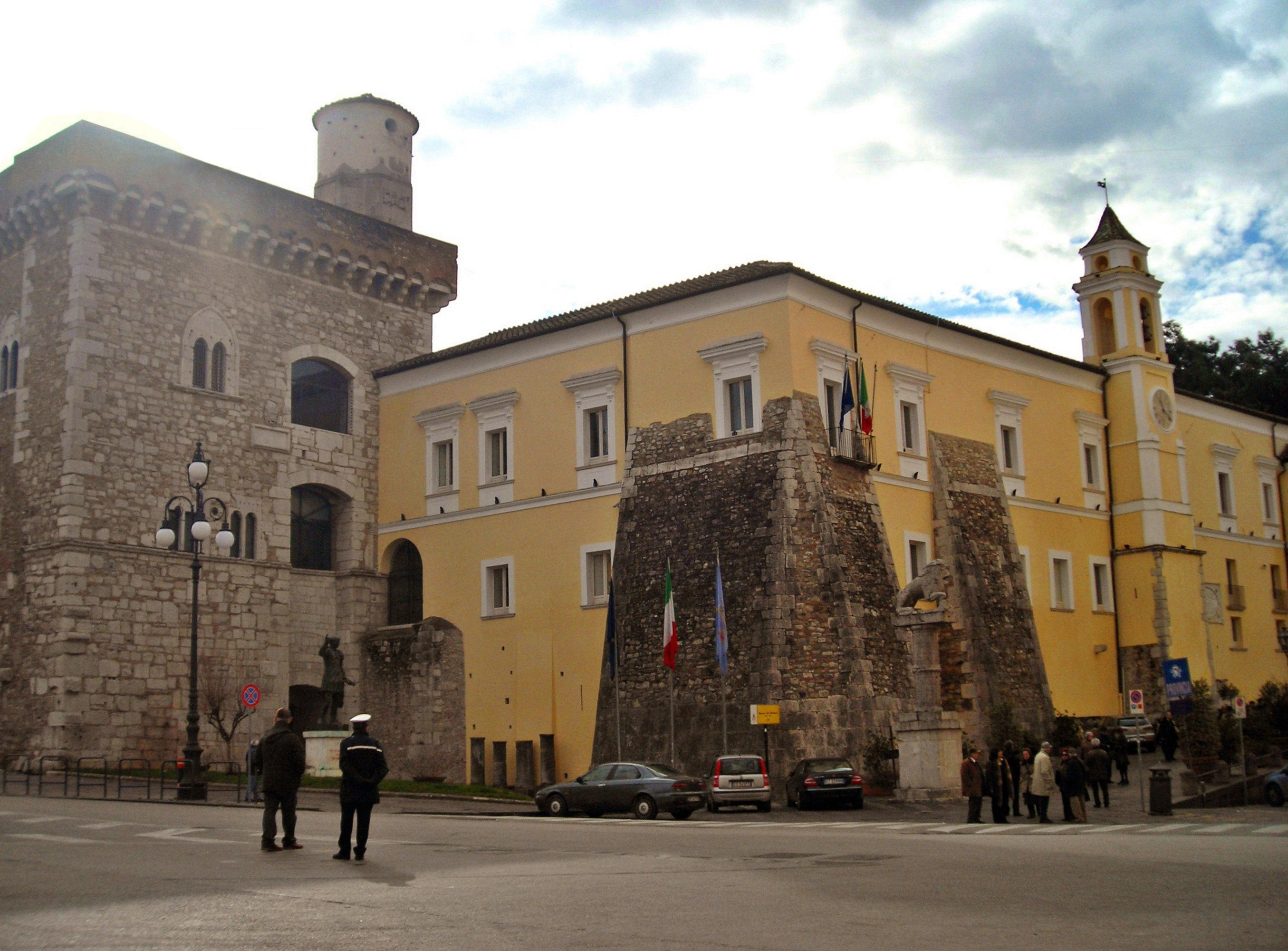
La Rocca dei Rettori

Ospitata, come già detto, nella Rocca dei Rettori, ripercorre la storia di Benevento attraverso documenti ufficiali d'epoca ed altri oggetti che vi si riferiscono: pergamene di Falcone Beneventano, editti papali, la dichiarazione di Talleyrand della presa di possesso di Benevento, insieme a busti di personaggi, armi incisioni. Particolare rilievo è dato al Risorgimento a Benevento e ai nazionalisti sanniti. Sono conservate alcune camicie rosse.
Al piano superiore si trovano oggetti provenienti dalla tradizione popolare dei secoli XVIII e XIX: vestiti, ceramiche, utensili e un presepe secentesco.